# Zvon 9801

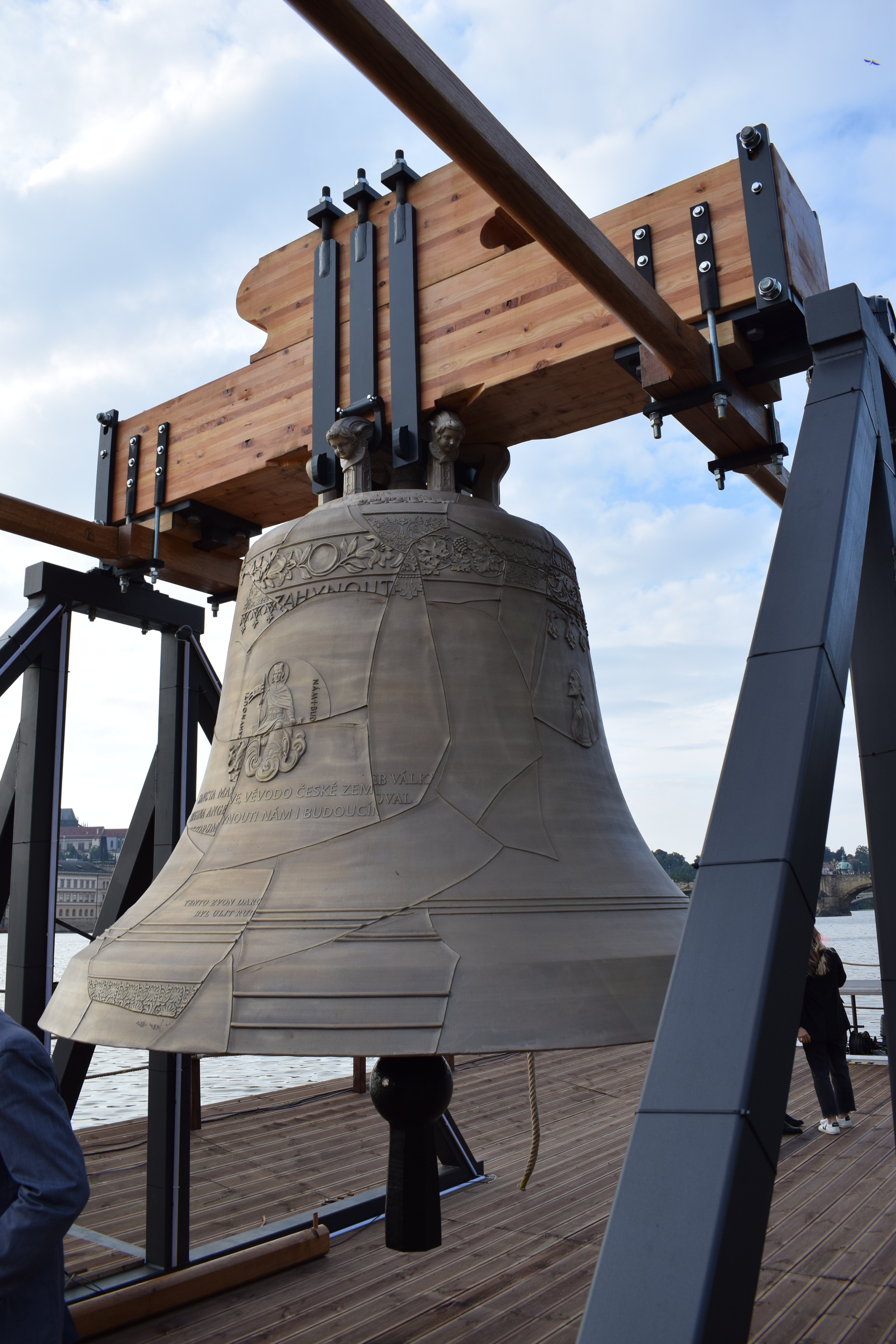
Zvon #9801 na pontonu u Smetanova nábřeží

Zvon #9801 je pamětní zvon pro Prahu odlitý v roce 2022 ve zvonařství Grassmayr v Innsbrucku. Svou hmotností, jež činí 9 801 kg, má připomínat 9801 zvonů zabavených v Protektorátu Čechy a Morava pro účely zbrojního průmyslu nacistickým Německem za druhé světové války. Zvon #9801 bude po dokončení revitalizace symbolicky umístěn na někdejším Rohanském ostrově, kde se nacházelo shromaždiště zabavených zvonů. O vznik zvonu se zasloužil Ondřej Boháč, pražský zvoník a předseda spolku Sanctus Castulus.

## Parametry
- Dolní průměr: 258 cm[4][5]
- Výška (bez koruny): 187 cm[4][5]
- Výška hlavy: 126 cm[4]
- Hmotnost zvonu: 9 801 kg[4][5]
- Hmotnost srdce: cca 300 kg[4][5]
- Tón: f0[4][5]

## Výzdoba
Výzdoba pláště zvonu vychází z návrhu pražských zvoníků Kryštofa Čižinského a Jakuba Kamínka. Z jedné strany tvořena fragmenty zabavených zvonů, z druhé strany se pak nachází nápis připomínající zaniklé zvony:
| „ | Promlouvám hlasem tisíců zvonů, které umlčela válka. | “ |

## Historie
Dne 3. listopadu 2021 schválil výbor pro kulturu pražského magistrátu záměr spolku Sanctus Castulus na vytvoření pamětního zvonu, který by byl umístěn v nově vybudované zvonici na někdejším Rohanském ostrově a který by připomínal zvony zrekvírované v Protektorátu Čechy a Morava za druhé světové války. Záměr počítal s hrazením nákladů na výrobu zvonu z veřejné sbírky s tím, že po umístění na Rohanském ostrově přejde pod správu města. Sbírka na nový zvon odstartovala 3. února 2020 s cílem vybrat devět milionů korun. Ještě před jejím zahájením přispěla na vznik zvonu Nadace PPF. V dubnu 2022 byl v soutěži vybrán návrh zvonu. Vítězný motiv navrhli pražští zvoníci Kryštof Čižinský a Jakub Kamínek.
Výroba zvonu byla svěřena rakouskému zvonařství Grassmayr, které je se svou více než čtyřsetletou historií nejstarším v Rakousku. Zvonařství nejprve vyrobilo falešný zvon, jenž byl včetně výzdoby dokončen počátkem května 2022, a který následně posloužil k výrobě formy. K samotnému odlití zvonu došlo 10. června 2022.
Do Prahy zvon dorazil koncem srpna 2022 na pontonu, na kterém setrvá až do svého finálního umístění na Rohanském ostrově, k čemuž by podle plánů mělo dojít v průběhu roku 2024. Slavnostní odhalení se konalo 28. srpna 2022 u čapadla Hollar na Smetanově nábřeží. Na tomto místě zvon setrval do konce do září 2022. Poté se ponton se zvonem přesunul k Hořejšímu nábřeží na Smíchovskou náplavku. 3. října 2023 uvede Česká televize na ČT2 krátkometrážní dokument Víta Klusáka Zvon zvonů, dokumentující vznik zvonu #9801.